# Louis Rougier
Louis Auguste Paul Rougier (Lyon, 10 de abril de 1889 - París, 14 de octubre de 1982) fue un filósofo y académico francés. Realizó muchas contribuciones importantes en los campos de la epistemología, filosofía de la ciencia, la filosofía política y la historia del cristianismo. Fue un miembro destacado de la Sociedad Mont Pelerin.

## Biografía
Rougier nació en Lyon. Debilitado en su juventud por la pleuresía fue declarado incapaz para el servicio militar durante la Primera Guerra Mundial por lo que pudo dedicarse a la formación intelectual.
Después de recibir en la Universidad de Lyon el título de agrégation de philosophie, obtuvo en 1920 un doctorado de La Sorbona y su tesis doctoral fue publicada ese mismo año como La philosophie géometrique de Poincaré y Les paralogismes du rationalisme. Había comenzado a publicar trabajos desde 1914, cuando publicó un Ya había publicado varios trabajos, a partir de 1914 cuando publicó un estudio sobre el uso de la geometría no euclidiana en la teoría de la relatividad especial.
Enseñó en Argelia desde 1917 a 1920 y en Roma desde 1920 a 1924. Su primer trabajo universitario en Francia fue en la Universidad de Besançon a partir de 1925, donde permaneció hasta su despido por razones políticas en 1948. También dictó clases en El Cairo entre 1931–36, en The New School for Social Research entre 1941–43 y en la Universidad de Montreal en 1945. Su último destino académico fue en la Universidad de Caen en 1954, donde solo permaneció un año, hasta su jubilación.
Falleció a los 93 años y lo sobrevivió su tercera esposa, Lucy Friedman, una exsecretaria de Moritz Schlick, con quien se casó en 1942. No tuvo hijos.

## Filosofía
Bajo la influencia de Henri Poincaré y Wittgenstein, desarrolló una filosofía basada en la idea de que los sistemas de lógica no son ni apodícticos (i.e., verdades lógicas y por tanto deducibles) ni asertóricos (i.e., no necesariamente verdaderos y cuya verdad debe ser inducida a través de la investigación empírica.) En su lugar, propuso que los diversos sistemas de lógica son simplemente convenciones que se adoptan en función de circunstancias particulares. contingent circumstances.
Este punto de vista, que implica que no existen verdades «objetivas» a priori independientes de la mente humana, tiene fuertes vínculos con el positivismo lógico del círculo de Viena. Muchos miembros de este grupo, incluyendo a Philipp Frank, manifestaron admiración por su trabajo de 1920, Les paralogismes du rationalisme. Rougier pronto se convirtió en el único francés asociado al círculo y creó fuertes vínculos personales con varios de sus miembros más importantes, como Moritz Schlick (a quien dedicó su libro de 1955, Traité de la connaissance) y Hans Reichenbach. También participó como organizador de varias actividades del círculo de Viena, entre ellas la Enciclopedia Internacional de la Ciencia Unificada. A pesar de ello, su única contribución a la  Encyclopedia no llegó a materializarse porque pronto se convirtió en uno de los muchos participantes que rompieron con Otto Neurath, editor en jefe del proyecto.

## Religión
Su posición filosófica convencionalista naturalmente lo llevó a oponerse al neotomismo, filosofía oficial de la iglesia católica desde la encíclica Aeterna Patris de 1879, de gran vigencia durante las décadas de los años veinte y treinta. Publicó varios trabajos durante este período atacando el resurgir de la escolástica, por lo que se ganó la enemistad personal de destacados tomistas como Étienne Gilson y Jacques Maritain.
Las objeciones de Rougier al neotomismo no solo eran filosóficas sino que formaban parte de una oposición general al cristianismo, que había comenzado a desarrollar en su adolescencia bajo la influencia de Ernest Renan. Esta temprana oposición influyó incluso en sus trabajos de madurez, y lo llevó a publicar en 1926 una traducción del filósofo griego Celso.

## Política
Fue también un filósofo político en la tradición liberal de Montesquieu, Constant, Guizot y Alexis de Tocqueville. En coherencia con su epistemología convencionalista, Rougier sostenía que el poder político no descansa sobre pretensiones de validez eterna, sino sobre convenciones a las que llamó «místicas». La única razón posible por la que elegir un sistema político en lugar de otro, según sus palabra, no dependía de verdades eternas sino de razones puramente pragmáticas. En otras palabras, los sistemas políticos no debían ser elegidos en función de cuán «verdaderos» son, sino en cómo se desempeñan.
Después de visitar la Unión Soviética en 1932, con el respaldo del ministerio de Educación francés, se convenció de que las economías planificadas no funcionan tan bien como las de mercado. Esta convicción lo llevó a participar en la creación en 1938 de la primera organización neoliberal del siglo XX, el coloquio Walter Lippmann. En ese mismo año, ayudó a fundar el Centro internacional de estudios para la renovación del liberalismo (Centre international d'études pour la rénovation du libéralisme). La red política que estos dos grupos establecieron llevó a la fundación en 1947 de la Sociedad Mont Pelerin, a la que Rougier se integró en 1960 con el respaldo personal de Friedrich Hayek.
Como uno de los promotores del neoliberalismo, podría haber sido admitido en la primera reunión de la sociedad Mont Pelerin, pero su defensa del régimen de Vichy durante la Segunda Guerra Mundial había dañado su carrera y reputación. En octubre de 1940, Philippe Pétain envió a Rougier en una misión secreta a Londres, donde se contactó con Winston Churchill entre el 21 y el 25. Más tarde Rougier dijo en varias publicaciones que estos encuentros resultaron en un acuerdo entre Vichy y Churchill llamados los «acuerdos Pétain-Churchill», un alegato que el gobierno británico negó en un white paper oficial.
A pesar de que estas actividades y publicaciones llevaron a que Rougier fuera despedido de la universidad de Besançon, continuó participando en organizaciones que defendían a Pétain durante los años 1950. También publicó trabajos denunciando la depuración (el equivalente francés de la desnazificación que llevaron adelante los Aliados en el antiguo territorio de Vichy después de la guerra) como ilegal y totalitaria. También impulsó una petición a las Naciones Unidas en 1951 alegando que los Aliados habían cometido violaciones de derechos humanos y crímenes de guerra durante la Libération.
Durante la década de 1970, se alió al movimiento Nueva Derecha del escritor francés Alain de Benoist. Su larga oposición al cristianismo, junto con la convicción de que Occidente posee una mentalidad pragmática superior a la de otras culturas lo alineaban claramente con los puntos de vista de este movimiento político. Benoist reeditó y escribió prefacios para varios de los primeros trabajos de Rougier, y en 1974 el think tank de Benoit, GRECE, publicó un nuevo libro de Rougier: Le conflit du Christianisme primitif et de la civilisation antique.

## Obras (selección)
- 1919. La matérialisation de l'énergie: essai sur la théorie de la relativité et sur la théorie des quanta. París: Gauthier-Villars. traducción al inglés: 1921.  Philosophy and the new physics; an essay on the relativity theory and the theory of quanta. Londres: Routledge.
- 1920. La philosophie géométrique de Henri Poincaré. París: F. Alcan.
- 1920. Les paralogismes du rationalisme: essai sur la théorie de la connaissance. París: F. Alcan.
- 1921. En marge de Curie, de Carnot et d'Einstein: études de philosophie scientifique. París: Chiron.
- 1921. La structure des théories déductives; théorie nouvelle de la déduction. París: F. Alcan.
- 1924. La scolastique et le thomisme. París: Gauthier-Villars.
- 1929. La mystique démocratique, ses origines, ses illusions. París: E. Flammarion.
- 1933. L'origine astronomique de la croyance pythagoricienne en l'immortalité céleste des âmes. El Cairo: L'institut français d'archéologie orientale.
- 1938. Les mystiques économiques; comment l'on passe des démocraties libérales aux états totalitaires. París: Librairie de Médicis.
- 1945. Les accords Pétain, Churchill: historie d'une mission secrète. Montreal: Beauchemin.
- 1945. Créance morale de la France. Montreal: L. Parizeau.
- 1947. La France jacobine. Bruxelles: La Diffusion du livre.
- 1947. La défaite des vainqueurs. Bruselas: La Diffusion du livre.
- 1947. La France en marbre blanc: ce que le monde doit à la France. Ginebra: Bibliothèque du Cheval ailé.
- 1948. De Gaulle contre De Gaulle. París: Éditions du Triolet.
- 1954. Les accord secrets franco-britanniques de l'automne 1940; histoire et imposture. París: Grasset.
- 1955. Traité de la connaissance. París: Gauthier-Villars.
- 1957. L'épuration. París: Les Sept couleurs.
- 1959. La religion astrale des Pythagoriciens. París: Presses Universitaires de France.
- 1960. La métaphysique et le langage. París: Flammarion.
- 1966. Histoire d'une faillite philosophique: la Scolastique. París: J.-J. Pauvert.
- 1969. Le Génie de l'Occident: essai sur la formation d'une mentalité. París: R. Laffont. Traducción al inglés: 1971. The genius of the West. Los Ángeles: Nash.
- 1972. La genèse des dogmes chrétiens. París: A. Michel.
- 1980. Astronomie et religion en Occident. París: Presses universitaires de France.